# Deniz Celiloğlu

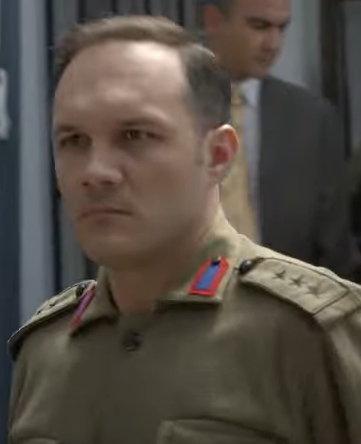
Deniz Celiloğlu, 2019

Deniz Celiloğlu (* 19. Juli 1986 in Bulgarien) ist ein türkischer Schauspieler.

## Leben und Karriere
Deniz Celiloğlu wurde am 19. Juli 1986 in Bulgarien geboren. Im Alter von drei Jahren zog er mit seiner Familie in die Türkei. Er studierte an der Mimar Sinan Üniversitesi. Sein Debüt gab er 2009 in dem Film Ev. Bekanntheit erlangte er 2010 in der Fernsehserie Kanıt. Anschließend spielte er 2013 in dem Film Tamam mıyız? die Hauptrolle. Von 2010 bis 2013 war Celiloğlu mit Müge Bayramoğlu  verheiratet. Unter anderem war er in der Serie Siyah Beyaz Aşk zu sehen. 2023 bekam Celiloğlu in dem Film Kuru Otlar Üstüne die Hauptrolle.

## Filmografie (Auswahl)
Filme
- 2009: Ev
- 2013: Tamam mıyız?
- 2013: İçimdeki Balık
- 2015: Öğrenci İşleri
- 2018: Arada
- 2019: 7. Koğuştaki Mucize
- 2017: Organik Aşk Hikayeleri
- 2023: Kuru Otlar Üstüne (dt. Auf trockenen Gräsern)

Serien
- 2010–2012: Kanıt
- 2012: Muhteşem Yüzyıl
- 2013: Çalıkuşu
- 2014: Emanet
- 2015: Gecenin Kraliçesi
- 2015–2016: O Hayat Benim
- 2016–2017: Poyraz Karayel
- 2017: Siyah Beyaz Aşk
- 2018: Keşke Hiç Büyümeseydik
- 2020: Ya İstiklal Ya Ölüm